# Tricarico (cântăreț)
 Francesco Maria Tricarico (n. 1 februarie 1971, Milano, Italia), cunoscut ca Tricarico, este un cantautor italian.